# Giải bóng đá Vô địch Quốc gia chuyên nghiệp 2001–02
Giải bóng đá Vô địch Quốc gia Chuyên nghiệp 2001–02, tên gọi chính thức là Giải bóng đá Vô địch Quốc gia Chuyên nghiệp Strata 2001–02 hay Strata V-League 2001–02 vì lý do tài trợ, là mùa giải thứ 19 của Giải bóng đá Vô địch Quốc gia và là mùa giải chuyên nghiệp thứ hai của V-League. Giải đấu khởi tranh vào ngày 2 tháng 12 năm 2001 và kết thúc vào ngày 12 tháng 5 năm 2002 với 10 câu lạc bộ tham dự.
Đây là mùa giải thứ 2 của V-League sử dụng thể thức thi đấu xuyên năm, từ nửa cuối năm trước đến giữa năm kế tiếp. Đến 22 năm sau (mùa giải 2023–24), giải đấu áp dụng trở lại thể thức này.

## Thay đổi đội bóng
| Thăng hạng từ giải Hạng Nhất 2000–01 - Bình Định - Đà Nẵng | Xuống hạng đến giải Hạng Nhất 2001–02 - Đồng Tháp - Khánh Hòa |

## Các đội bóng

### Sân vận động
| Đội bóng                      | Địa điểm                       | Sân vận động | Sức chứa |
| ----------------------------- | ------------------------------ | ------------ | -------- |
| Cảng Sài Gòn                  | Quận 10, Thành phố Hồ Chí Minh | Thống Nhất   | 25.000   |
| Công an Hà Nội                | Đống Đa, Hà Nội                | Hà Nội       | 25.000   |
| Công an Hải Phòng             | Ngô Quyền, Hải Phòng           | Lạch Tray    | 20.000   |
| Công an Thành phố Hồ Chí Minh | Quận 10, Thành phố Hồ Chí Minh | Thống Nhất   | 25.000   |
| Bình Định                     | Quy Nhơn, Bình Định            | Quy Nhơn     | 10.000   |
| Đà Nẵng                       | Hải Châu, Đà Nẵng              | Chi Lăng     | 25.000   |
| Nam Định                      | Thành phố Nam Định, Nam Định   | Chùa Cuối    | 15.000   |
| Sông Lam Nghệ An              | Vinh, Nghệ An                  | Vinh         | 20.000   |
| Thể Công                      | Đống Đa, Hà Nội                | Hàng Đẫy     | 25.000   |
| Thừa Thiên Huế                | Huế, Thừa Thiên Huế            | Tự Do        | 20.000   |

### Đổi tên
| Tên cũ                        | Tên mới          | Ngày thay đổi       |
| ----------------------------- | ---------------- | ------------------- |
| Công an Thành phố Hồ Chí Minh | Ngân hàng Đông Á | 28 tháng 2 năm 2002 |

### Nhân sự, nhà tài trợ và áo đấu
| Câu lạc bộ                    | Huấn luyện viên     | Đội trưởng      | Nhà sản xuất áo đấu    | Nhà tài trọ chính (trên áo đấu)        |
| ----------------------------- | ------------------- | --------------- | ---------------------- | -------------------------------------- |
| Bình Định                     | Dương Ngọc Hùng     | Trần Minh Quang | Adidas (toàn giải đấu) | Strata Tiger Beer Samsung (SyncMaster) |
| Cảng Sài Gòn                  | Phạm Huỳnh Tam Lang | Võ Hoàng Bửu    | Adidas (toàn giải đấu) | Strata Tiger Beer Samsung (SyncMaster) |
| Công an Hà Nội                | Nguyễn Văn Nhã      | Vũ Minh Hiếu    | Adidas (toàn giải đấu) | Strata Tiger Beer Samsung (SyncMaster) |
| Công an Hải Phòng             | Nguyễn Thành Kiểm   | Đặng Văn Dũng   | Adidas (toàn giải đấu) | Strata Tiger Beer Samsung (SyncMaster) |
| Công an Thành phố Hồ Chí Minh | Nguyễn Đạt Hùng     | Lê Huỳnh Đức    | Adidas (toàn giải đấu) | Strata Tiger Beer Samsung (SyncMaster) |
| Đà Nẵng                       | Maztaler Jerzy      | Lê Quang Cường  | Adidas (toàn giải đấu) | Strata Tiger Beer Samsung (SyncMaster) |
| Nam Định                      | Ninh Văn Bảo        | Nguyễn Văn Sỹ   | Adidas (toàn giải đấu) | Strata Tiger Beer Samsung (SyncMaster) |
| Sông Lam Nghệ An              | Nguyễn Thành Vinh   | Văn Sỹ Thủy     | Adidas (toàn giải đấu) | Strata Tiger Beer Samsung (SyncMaster) |
| Thể Công                      | Quản Trọng Hùng     | Nguyễn Hồng Sơn | Adidas (toàn giải đấu) | Strata Tiger Beer Samsung (SyncMaster) |
| Thừa Thiên Huế                | Đoàn Phùng          | Trần Quang Sang | Adidas (toàn giải đấu) | Strata Tiger Beer Samsung (SyncMaster) |

### Thay đổi huấn luyện viên
| Câu lạc bộ        | Huấn luyện viên đi | Hình thức | Ngày rời đi       | Vị trí xếp hạng | Huấn luyện viên đến | Ngày đến          |
| ----------------- | ------------------ | --------- | ----------------- | --------------- | ------------------- | ----------------- |
| Công an Hải Phòng | Nguyễn Thành Kiểm  | Từ chức   | 19 tháng 12, 2001 | Thứ 10          | Phạm Văn Hùng       | 19 tháng 12, 2001 |

### Cầu thủ nước ngoài
Thể Công là đội duy nhất trong số 10 đội tham dự mùa giải này không sử dụng ngoai binh. In đậm cho biết tên cầu thủ đã được đăng ký chuyển nhượng giữa mùa.
| Câu lạc bộ                    | Cầu thủ 1          | Cầu thủ 2           | Cầu thủ 3              | Cầu thủ 4              | Cầu thủ 5                  | Cầu thủ dự bị                                | Cầu thủ cũ                  |
| ----------------------------- | ------------------ | ------------------- | ---------------------- | ---------------------- | -------------------------- | -------------------------------------------- | --------------------------- |
| Bình Định                     | Aleksei Sagcheneko | Igor Sukovei        | Blessing Ughojo        | Sergei Kondratev       | Golden Ajeboh              | Matveev Mikhail                              | Sergei Kozlov               |
| Cảng Sài Gòn                  | Musa Aliu          | Kyobe Livingstone   | Kwasi Poku Yeboah      | Bakare Adewunmi Ganiyu | Gerald Kofie               | A.O Gray                                     |                             |
| Công an Hà Nội                | Iman Alemi         | Khomiakov Alexandre | Lepavko Vycheslav      | Imailov Denis          | Alexandre Kyrykbayev Naken |                                              |                             |
| Công an Hải Phòng             | Ronald Martins     | Reshetov Oleg       | Komyagin Sergei        | Reshetov Ruslan        | Andrew Lule                | Kyobe Simon Peter                            |                             |
| Công an Thành phố Hồ Chí Minh | Yu Xiang           | Zhao Shuang         | David Serene           | He Zhi Qiang           |                            |                                              |                             |
| Đà Nẵng                       | Cebula Tomaz       | Mariusz Wysocki     | Khairulin Mikhailovich | Penge Mathias          | Kayemba Charle             | Adedeji Adeyemi Anthony Musisi Majid Mukiibi | Ostudin Oleg Emeribe Declan |
| Nam Định                      | Emeka Achilefu     | Serguei Litvinov    | Sunday Samuel Ilevbare | Sergei Chmokine        |                            |                                              |                             |
| Sông Lam Nghệ An              | Gerald             | Iddi Batambuze      | Lulenti Kyeyune        | Sawanyana Isa          | Enock Kyembe               |                                              |                             |
| Thừa Thiên Huế                | Hwang Jeing Man    | Hwang Jung Min      | Babou Noubi            | Ayuk Emmanuel          | Sul Ik Chan                | Kalamen Tchaptset Yves                       |                             |

## Bảng xếp hạng
| VT | Đội                   | ST | T | H | B | BT | BB | HS | Đ  | Giành quyền tham dự hoặc xuống hạng           |
| -- | --------------------- | -- | - | - | - | -- | -- | -- | -- | --------------------------------------------- |
| 1  | Cảng Sài Gòn (C)      | 18 | 9 | 5 | 4 | 20 | 16 | +4 | 32 | Vòng loại thứ ba AFC Champions League 2002–03 |
| 2  | Sông Lam Nghệ An      | 18 | 8 | 4 | 6 | 22 | 16 | +6 | 28 |                                               |
| 3  | Ngân hàng Đông Á      | 18 | 7 | 5 | 6 | 25 | 20 | +5 | 26 |                                               |
| 4  | Bình Định             | 18 | 7 | 5 | 6 | 13 | 12 | +1 | 26 |                                               |
| 5  | Nam Định              | 18 | 6 | 7 | 5 | 21 | 20 | +1 | 25 |                                               |
| 6  | Đà Nẵng               | 18 | 6 | 6 | 6 | 14 | 14 | 0  | 24 |                                               |
| 7  | Thể Công              | 18 | 6 | 5 | 7 | 16 | 16 | 0  | 23 |                                               |
| 8  | Công an Hà Nội        | 18 | 5 | 6 | 7 | 19 | 22 | −3 | 21 |                                               |
| 9  | Thừa Thiên Huế (R)    | 18 | 6 | 3 | 9 | 17 | 24 | −7 | 21 | Tham dự trận play-off                         |
| 10 | Công an Hải Phòng (R) | 18 | 5 | 4 | 9 | 19 | 26 | −7 | 19 | Xuống hạng Nhất Quốc gia 2003                 |

## Lịch thi đấu và kết quả
| Lượt đi            | Lượt đi | Lượt đi | Trận                          | Trận | Trận                          | Lượt về | Lượt về | Lượt về            |
| ------------------ | ------- | ------- | ----------------------------- | ---- | ----------------------------- | ------- | ------- | ------------------ |
| Ngày               | Sân     | Tỷ số   | Đội                           |      | Đội                           | Tỷ số   | Sân     | Ngày               |
| Vòng 1 2 tháng 12  |         | 3-1     | Công an Hà Nội                | -    | Công an Hải Phòng             | 0-3     |         | Vòng 10 20 tháng 1 |
| Vòng 1 2 tháng 12  |         | 1-0     | Bình Định                     | -    | Nam Định                      | 0-0     |         | Vòng 10 20 tháng 1 |
| Vòng 1 2 tháng 12  |         | 2-0     | Cảng Sài Gòn                  | -    | Công an Thành phố Hồ Chí Minh | 1-0     |         | Vòng 10 20 tháng 1 |
| Vòng 1 2 tháng 12  |         | 1-0     | Thừa Thiên - Huế              | -    | Đà Nẵng                       | 0-2     |         | Vòng 10 20 tháng 1 |
| Vòng 1 2 tháng 12  |         | 2-1     | Sông Lam Nghệ An              | -    | Thể Công                      | 1-1     |         | Vòng 10 20 tháng 1 |
| Vòng 2 08 tháng 12 |         | 0-0     | Nam Định                      | -    | Công an Hà Nội                | 1-2     |         | Vòng 11 27 tháng 1 |
| Vòng 2 08 tháng 12 |         | 0-2     | Công an Hải Phòng             | -    | Sông Lam Nghệ An              | 1-4     |         | Vòng 11 27 tháng 1 |
| Vòng 2 08 tháng 12 |         | 1-0     | Công an Thành phố Hồ Chí Minh | -    | Bình Định                     | 0-0     |         | Vòng 11 27 tháng 1 |
| Vòng 2 08 tháng 12 |         | 0-1     | Đà Nẵng                       | -    | Cảng Sài Gòn                  | 1-1     |         | Vòng 11 27 tháng 1 |
| Vòng 2 08 tháng 12 |         | 3-1     | Thể Công                      | -    | Thừa Thiên - Huế              | 0-1     |         | Vòng 11 27 tháng 1 |
| Vòng 3 12 tháng 12 |         | 2-1     | Công an Hà Nội                | -    | Công an Thành phố Hồ Chí Minh | 3-3     |         | Vòng 12 31 tháng 3 |
| Vòng 3 12 tháng 12 |         | 1-1     | Công an Hải Phòng             | -    | Nam Định                      | 2-2     |         | Vòng 12 31 tháng 3 |
| Vòng 3 12 tháng 12 |         | 1-1     | Đà Nẵng                       | -    | Bình Định                     | 0-0     |         | Vòng 12 31 tháng 3 |
| Vòng 3 12 tháng 12 |         | 0-0     | Cảng Sài Gòn                  | -    | Thể Công                      | 1-0     |         | Vòng 12 31 tháng 3 |
| Vòng 3 12 tháng 12 |         | 2-1     | Sông Lam Nghệ An              | -    | Thừa Thiên - Huế              | 0-1     |         | Vòng 12 31 tháng 3 |
| Vòng 4 16 tháng 12 |         | 2-0     | Bình Định                     | -    | Thể Công                      | 0-1     |         | Vòng 13 7 tháng 4  |
| Vòng 4 16 tháng 12 |         | 1-2     | Thừa Thiên - Huế              | -    | Cảng Sài Gòn                  | 1-1     |         | Vòng 13 7 tháng 4  |
| Vòng 4 16 tháng 12 |         | 0-1     | Công an Hà Nội                | -    | Đà Nẵng                       | 0-0     |         | Vòng 13 7 tháng 4  |
| Vòng 4 16 tháng 12 |         | 3-1     | Công an Thành phố Hồ Chí Minh | -    | Công an Hải Phòng             | 1-2     |         | Vòng 13 7 tháng 4  |
| Vòng 4 16 tháng 12 |         | 1-1     | Nam Định                      | -    | Sông Lam Nghệ An              | 1-0     |         | Vòng 13 7 tháng 4  |
| Vòng 5 23 tháng 12 | [ 5 ]   | 0-0     | Thể Công                      | -    | Công an Hà Nội                | 1-0     |         | Vòng 14 14 tháng 4 |
| Vòng 5 23 tháng 12 |         | 1-1     | Công an Hải Phòng             | -    | Đà Nẵng                       | 0-1     |         | Vòng 14 14 tháng 4 |
| Vòng 5 23 tháng 12 |         | 3-1     | Công an Thành phố Hồ Chí Minh | -    | Nam Định                      | 0-0     |         | Vòng 14 14 tháng 4 |
| Vòng 5 23 tháng 12 |         | 2-1     | Bình Định                     | -    | Thừa Thiên - Huế              | 0-0     |         | Vòng 14 14 tháng 4 |
| Vòng 5 23 tháng 12 |         | 2-0     | Sông Lam Nghệ An              | -    | Cảng Sài Gòn                  | 1-1     |         | Vòng 14 14 tháng 4 |
| Vòng 6 29 tháng 12 |         | 2-1     | Thừa Thiên - Huế              | -    | Công an Hà Nội                | 0-2     |         | Vòng 15 21 tháng 4 |
| Vòng 6 29 tháng 12 |         | 0-0     | Thể Công                      | -    | Công an Hải Phòng             | 2-0     |         | Vòng 15 21 tháng 4 |
| Vòng 6 29 tháng 12 |         | 2-1     | Nam Định                      | -    | Đà Nẵng                       | 2-2     |         | Vòng 15 21 tháng 4 |
| Vòng 6 29 tháng 12 |         | 0-1     | Sông Lam Nghệ An              | -    | Công an Thành phố Hồ Chí Minh | 0-3     |         | Vòng 15 21 tháng 4 |
| Vòng 6 29 tháng 12 |         | 2-1     | Cảng Sài Gòn                  | -    | Bình Định                     | 0-2     |         | Vòng 15 21 tháng 4 |
| Vòng 7 2 tháng 1   |         | 2-0     | Cảng Sài Gòn                  | -    | Công an Hà Nội                | 1-1     |         | Vòng 16 28 tháng 4 |
| Vòng 7 2 tháng 1   |         | 2-1     | Thừa Thiên - Huế              | -    | Công an Hải Phòng             | 1-2     |         | Vòng 16 28 tháng 4 |
| Vòng 7 2 tháng 1   |         | 2-3     | Thể Công                      | -    | Nam Định                      | 0-1     |         | Vòng 16 28 tháng 4 |
| Vòng 7 2 tháng 1   |         | 2-1     | Đà Nẵng                       | -    | Công an Thành phố Hồ Chí Minh | 0-2     |         | Vòng 16 28 tháng 4 |
| Vòng 7 2 tháng 1   |         | 2-0     | Sông Lam Nghệ An              | -    | Bình Định                     | 0-1     |         | Vòng 16 28 tháng 4 |
| Vòng 8 6 tháng 1   |         | 3-0     | Công an Hà Nội                | -    | Bình Định                     | 0-2     |         | Vòng 17 5 tháng 5  |
| Vòng 8 6 tháng 1   |         | 2-0     | Công an Hải Phòng             | -    | Cảng Sài Gòn                  | 1-2     |         | Vòng 17 5 tháng 5  |
| Vòng 8 6 tháng 1   |         | 2-0     | Nam Định                      | -    | Thừa Thiên - Huế              | 1-2     |         | Vòng 17 5 tháng 5  |
| Vòng 8 6 tháng 1   |         | 1-2     | Công an Thành phố Hồ Chí Minh | -    | Thể Công                      | 2-2     |         | Vòng 17 5 tháng 5  |
| Vòng 8 6 tháng 1   |         | 1-0     | Đà Nẵng                       | -    | Sông Lam Nghệ An              | 0-1     |         | Vòng 17 5 tháng 5  |
| Vòng 9 11 tháng 1  |         | 2-2     | Công an Hà Nội                | -    | Sông Lam Nghệ An              | 0-2     |         | Vòng 18 12 tháng 5 |
| Vòng 9 11 tháng 1  |         | 2-0     | Nam Định                      | -    | Cảng Sài Gòn                  | 1-3     |         | Vòng 18 12 tháng 5 |
| Vòng 9 11 tháng 1  |         | 3-2     | Công an Thành phố Hồ Chí Minh | -    | Thừa Thiên - Huế              | 0-0     |         | Vòng 18 12 tháng 5 |
| Vòng 9 11 tháng 1  |         | 1-0     | Thể Công                      | -    | Đà Nẵng                       | 0-1     |         | Vòng 18 12 tháng 5 |
| 13 tháng 1         |         | 1-0     | Bình Định                     | -    | Công an Hải Phòng             | 0-1     |         | Vòng 18 12 tháng 5 |

### Vị trí các đội qua các vòng đấu
| Đội ╲ Vòng                    | 1         | 2  | 3  | 4  | 5  | 6  | 7  | 8  | 9  | 10 | 11 | 12 | 13 | 14 | 15 | 16 | 17 | 18 |   |
| ----------------------------- | --------- | -- | -- | -- | -- | -- | -- | -- | -- | -- | -- | -- | -- | -- | -- | -- | -- | -- | - |
| Đội ╲ Vòng                    | Bình Định | 5  | 5  | 5  | 4  | 2  | 4  | 4  | 7  | 5  |    | 7  | 7  | 8  | 8  | 8  | 8  | 5  | 5 |
| Cảng Sài Gòn                  | 2         | 2  | 3  | 2  | 3  | 2  | 2  | 2  | 2  |    | 2  | 1  | 1  | 1  | 1  | 1  | 1  | 1  |   |
| Công an Hải Phòng             | 9         | 10 | 10 | 10 | 10 | 10 | 10 | 10 | 10 | 9  | 10 | 10 | 10 | 10 | 10 | 10 | 10 | 10 |   |
| Công an Hà Nội                | 1         | 3  | 2  | 3  | 5  | 5  | 8  | 5  | 6  |    | 6  | 6  | 6  | 7  | 7  | 6  | 7  | 8  |   |
| Công an Thành phố Hồ Chí Minh | 10        | 7  | 7  | 5  | 4  | 3  | 3  | 3  | 3  |    | 3  | 3  | 4  | 6  | 6  | 4  | 2  | 2  |   |
| Đà Nẵng                       | 7         | 9  | 9  | 7  | 7  | 9  | 7  | 6  | 8  |    | 5  | 5  | 5  | 4  | 5  | 7  | 8  | 6  |   |
| Nam Định                      | 8         | 8  | 8  | 8  | 8  | 7  | 5  | 4  | 4  |    | 4  | 4  | 3  | 3  | 2  | 2  | 4  | 4  |   |
| Sông Lam Nghệ An              | 3         | 1  | 1  | 1  | 1  | 1  | 1  | 1  | 1  |    | 1  | 2  | 2  | 2  | 3  | 4  | 3  | 3  |   |
| Thể Công                      | 6         | 4  | 4  | 6  | 6  | 6  | 9  | 8  | 7  |    | 8  | 9  | 7  | 5  | 4  | 5  | 6  | 7  |   |
| Thừa Thiên Huế                | 4         | 6  | 6  | 9  | 9  | 8  | 6  | 9  | 9  | 10 | 9  | 8  | 9  | 9  | 9  | 9  | 9  | 9  |   |

## Play-off
Trận đấu play-off xác định đội giành quyền thi đấu tại V-League mùa giải 2003, diễn ra giữa đội xếp thứ 9 giải chuyên nghiệp (Thừa Thiên Huế) và đội xếp thứ 4 giải hạng Nhất (LG.ACB).
| Thừa Thiên Huế | 0–1      | LG.ACB            |
| -------------- | -------- | ----------------- |
|                | Chi tiết | Takács Lajos 104' |

LG.ACB thắng nhờ luật bàn thắng vàng.

## Thống kê mùa giải

### Theo cầu thủ

#### Cầu thủ ghi bàn hàng đầu
Nguồn: 
| Xếp hạng | Cầu thủ                | Câu lạc bộ                    | Số bàn thắng |
| -------- | ---------------------- | ----------------------------- | ------------ |
| 1        | Hồ Văn Lợi             | Cảng Sài Gòn                  | 9            |
| 2        | Emeka Achilefu         | Nam Định                      | 8            |
| 3        | Lulenti Kyeyune        | Sông Lam Nghệ An              | 7            |
| 4        | Bùi Đoàn Quang Huy     | Công an Hà Nội                | 6            |
| 4        | Văn Sỹ Thủy            | Sông Lam Nghệ An              | 6            |
| 5        | Ayuk Emmanuel          | Thừa Thiên Huế                | 5            |
| 5        | Huỳnh Hồng Sơn         | Cảng Sài Gòn                  | 5            |
| 5        | Nguyễn Trường Giang    | Công an Hải Phòng             | 5            |
| 6        | Vũ Minh Hiếu           | Công an Hà Nội                | 4            |
| 6        | Nguyễn Tuấn Thành      | Công an Hà Nội                | 4            |
| 6        | Yu Xiang               | Công an Thành phố Hồ Chí Minh | 4            |
| 6        | Lê Huỳnh Đức           | Công an Thành phố Hồ Chí Minh | 4            |
| 6        | Hoàng Hùng             | Công an Thành phố Hồ Chí Minh | 4            |
| 6        | Tô Đức Cường           | Công an Hải Phòng             | 4            |
| 6        | Iddi Batambuze         | Sông Lam Nghệ An              | 4            |
| 6        | Trần Quang Sang        | Thừa Thiên Huế                | 4            |
| 7        | Mariusz Wysocki        | Đà Nẵng                       | 3            |
| 7        | Cebula Tomaz           | Đà Nẵng                       | 3            |
| 7        | Reshetov Oleg          | Công an Hải Phòng             | 3            |
| 7        | Komyagin Sergei        | Công an Hải Phòng             | 3            |
| 7        | Ronald Martins         | Công an Hải Phòng             | 3            |
| 7        | Ngô Quang Trường       | Sông Lam Nghệ An              | 3            |
| 7        | Thạch Bảo Khanh        | Thể Công                      | 3            |
| 7        | Nguyễn Quốc Trung      | Thể Công                      | 3            |
| 7        | Trương Việt Hoàng      | Thể Công                      | 3            |
| 7        | Phùng Thanh Phương     | Công an Thành phố Hồ Chí Minh | 3            |
| 7        | Nguyễn Ngọc Thanh      | Cảng Sài Gòn                  | 3            |
| 8        | Blessing Ughojo        | Bình Định                     | 2            |
| 8        | Golden Ajeboh          | Bình Định                     | 2            |
| 8        | Lê Minh Mính           | Bình Định                     | 2            |
| 8        | Iman Alemi             | Công an Hà Nội                | 2            |
| 8        | Imailov Denis          | Công an Hà Nội                | 2            |
| 8        | Hwang Jung Min         | Thừa Thiên Huế                | 2            |
| 8        | Musa Aliu              | Cảng Sài Gòn                  | 2            |
| 8        | Nguyễn Văn Tuấn        | Cảng Sài Gòn                  | 2            |
| 8        | David Serene           | Công an Thành phố Hồ Chí Minh | 2            |
| 8        | Nguyễn Liêm Thanh      | Công an Thành phố Hồ Chí Minh | 2            |
| 8        | Nguyễn Phan Hoài Linh  | Công an Thành phố Hồ Chí Minh | 2            |
| 8        | Đặng Phương Nam        | Thể Công                      | 2            |
| 8        | Nguyễn Minh Tuấn       | Thể Công                      | 2            |
| 8        | Musisi Majid Mukiibi   | Đà Nẵng                       | 2            |
| 8        | Ng. Ngọc Anh Tuấn      | Đà Nẵng                       | 2            |
| 8        | Mai Ngọc Quang         | Công an Hải Phòng             | 2            |
| 8        | Nguyễn Lương Phúc      | Nam Định                      | 2            |
| 8        | Phan Thế Hiếu          | Nam Định                      | 2            |
| 9        | Zhao Shuang            | Công an Thành phố Hồ Chí Minh | 1            |
| 9        | Giang Thành Thông      | Công an Thành phố Hồ Chí Minh | 1            |
| 9        | Ngọc Đài               | Công an Thành phố Hồ Chí Minh | 1            |
| 9        | Hứa Hiền Vinh          | Công an Thành phố Hồ Chí Minh | 1            |
| 9        | Lê Anh Dũng            | Công an Hà Nội                | 1            |
| 9        | Lepavko Vycheslav      | Công an Hà Nội                | 1            |
| 9        | Trịnh Quốc Khánh       | Công an Hà Nội                | 1            |
| 9        | Gerald                 | Sông Lam Nghệ An              | 1            |
| 9        | Nguyễn Huy Hoàng       | Sông Lam Nghệ An              | 1            |
| 9        | Sunday Samuel Ilevbare | Nam Định                      | 1            |
| 9        | Serguei Litvinov       | Nam Định                      | 1            |
| 9        | Phạm Xuân Phú          | Nam Định                      | 1            |
| 9        | Trần Huy Trung         | Nam Định                      | 1            |
| 9        | Vũ Duy Hoàng           | Nam Định                      | 1            |
| 9        | Trần Nam Long          | Nam Định                      | 1            |
| 9        | Nguyễn Văn Tuấn        | Nam Định                      | 1            |
| 9        | Hwang Jeing Man        | Thừa Thiên Huế                | 1            |
| 9        | Nguyễn Đức Dũng        | Thừa Thiên Huế                | 1            |
| 9        | Lê Quyết Thắng         | Thừa Thiên Huế                | 1            |
| 9        | Nguyễn Văn Hiền        | Thừa Thiên Huế                | 1            |
| 9        | Nguyễn Cảnh Lâm        | Thừa Thiên Huế                | 1            |
| 9        | Nguyễn Thành Lợi       | Bình Định                     | 1            |
| 9        | Trương Văn Tâm         | Bình Định                     | 1            |
| 9        | Nguyễn Văn Tâm         | Bình Định                     | 1            |
| 9        | Nguyễn Văn Hiển        | Bình Định                     | 1            |
| 9        | Trần Văn Hùng          | Đà Nẵng                       | 1            |
| 9        | Emeribe Declan         | Đà Nẵng                       | 1            |
| 9        | Hà Xá                  | Đà Nẵng                       | 1            |
| 9        | Lê Quang Cường         | Đà Nẵng                       | 1            |
| 9        | Vũ Như Thành           | Thể Công                      | 1            |
| 9        | Andrew Lule            | Công an Hải Phòng             | 1            |
| 9        | Đào Thế Phong          | Công an Hải Phòng             | 1            |
| 9        | Bakare Adewunmi Ganiyu | Cảng Sài Gòn                  | 1            |

## Các giải thưởng

### Giải thưởng tháng
Thành tích tại hai giải Chuyên nghiệp và Cúp Quốc gia được xét đến để trao giải thưởng tháng.
| Tháng    | Huấn luyện viên                    | Cầu thủ                            | Hậu vệ                                | Thủ môn                           | Bàn thắng đẹp nhất                                                  |
| -------- | ---------------------------------- | ---------------------------------- | ------------------------------------- | --------------------------------- | ------------------------------------------------------------------- |
| Tháng 11 | Huỳnh Văn Ảnh (Hoàng Anh Gia Lai)  | Đỗ Văn Khải (Hải Quan)             | Athur Junior (Gạch Đồng Tâm Long An)  | Prince Jasper (Hoàng Anh Gia Lai) | Nguyễn Văn Đàn (Hoàng Anh Gia Lai), trận gặp Thể Công vòng 3 Cúp QG |
| Tháng 12 | Phạm Huỳnh Tam Lang (Cảng Sài Gòn) | Lulenti Kyeyune (Sông Lam Nghệ An) | Lê Văn Lưu (Sông Lam Nghệ An)         | Kyobe Livingstone (Cảng Sài Gòn)  | Ayuk Emanuel (Thừa Thiên Huế)                                       |
| Tháng 1  | Ninh Văn Bảo (Nam Định)            | Achilefu (Nam Định)                | Mariusz Wysocki (Đà Nẵng)             | Võ Văn Hạnh (Sông Lam Nghệ An)    | Đặng Phương Nam (Thể Công)                                          |
| Tháng 3  | Đoàn Phùng (Thừa Thiên Huế)        | Vũ Minh Hiếu (Công an Hà Nội)      | Chukiat Noosarung (Hoàng Anh Gia Lai) | Ngô Việt Trung (Thừa Thiên Huế)   | Nguyễn Phan Hoài Linh (Ngân hàng Đông Á)                            |
| Tháng 4  | Ninh Văn Bảo (Nam Định)            | Lê Huỳnh Đức (Ngân hàng Đông Á)    | Nguyễn Quốc Trung (Thể Công)          | Nguyễn Hữu Thảo (Thể Công)        | Iddi Batambuze (Sông Lam Nghệ An)                                   |
| Tháng 5  | Phạm Huỳnh Tam Lang (Cảng Sài Gòn) | Hồ Văn Lợi (Cảng Sài Gòn)          | Nguyễn Huy Hoàng (Sông Lam Nghệ An)   | Trần Minh Quang (Bình Định)       | Ronald Martins (Công an Hải Phòng)                                  |